# Konzert zum Nationalfeiertag

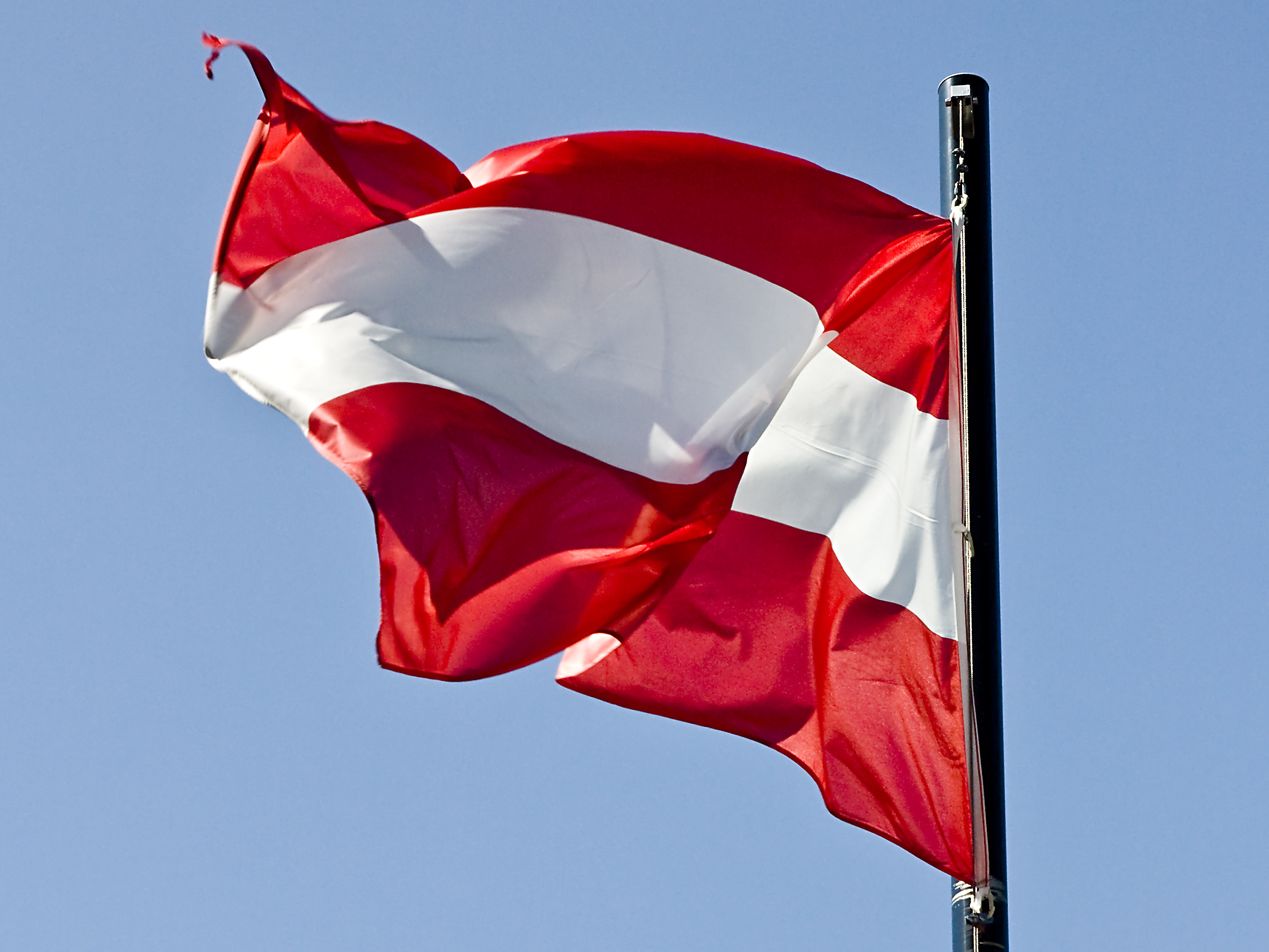
Nationalfeiertag der Republik Österreich

Das Konzert zum Nationalfeiertag war eine österreichische Festveranstaltung, die zwischen 2006 und 2019 am Vorabend des Nationalfeiertages (26. Oktober) stattfand. Die Wiener Symphoniker spielten im Wiener Konzerthaus, alljährlich geleitet von einem Gastdirigenten aus einem anderen Land.
Das Konzert stand traditionell unter dem Ehrenschutz des Bundespräsidenten der Republik Österreich, der im Regelfall auch persönlich daran teilnahm.

## Offizielle Festveranstaltung
Die Wiener Symphoniker sind eines der vier österreichischen Orchester von Weltrang. Es ist überwiegend ein Konzertorchester, spielt jedoch auch bei den Bregenzer Festspielen und im Theater an der Wien in Opernaufführungen. Der Klangkörper wird neben den Wiener Philharmonikern regelmäßig für repräsentative Zwecke der Republik Österreich eingesetzt, beispielsweise für das alljährlich stattfindende Fest der Freude am Wiener Heldenplatz, und vertritt die Nation auch auf Tourneen in der ganzen Welt.
Das Konzert wurde traditionell mit der Österreichischen Bundeshymne nach einem Text von Paula Preradović gespielt, wozu sich das Publikum erhob. Geleitet wurde das Konzert alljährlich von einem anderen Dirigenten, beispielsweise aus Australien, Frankreich, Großbritannien, Italien, Russland oder Tschechien. Programmpunkte waren häufig mit großen Orchesterwerken der 3 großen B (Beethoven, Brahms und Bruckner), die allesamt als große Komponisten Österreichs angesehen werden, obgleich Beethoven aus Bonn und Brahms aus Hamburg stammte. Wie Dirigenten, Sänger und Instrumentalisten wurden auch die Programmpunkte nicht nach nationalen oder nationalistischen Gesichtspunkten ausgesucht.
Bis 2014 fand das Festkonzert alljährlich im Großen Saal des Wiener Musikvereines statt, danach im Wiener Konzerthaus. Seit 2013 wurde das Festkonzert einmal wiederholt, zumeist am Tag nach dem Nationalfeiertag.
In Ermangelung eines Bundespräsidenten wurde im Jahre 2016 auf den Ehrenschutz verzichtet.

## Programm und Mitwirkende
| Jahr | Orchester, Dirigent                                                            | Solisten, Sänger, Sprecher                        | Programm |               |
| 2006 | Wiener Symphoniker Fabio Luisi                                                 | Yundi Li Klavier Aeyko Uehara Klavier             | Wolfgang Amadeus Mozart Ouvertüre zu Le nozze di Figaro Wolfgang Amadeus Mozart 22. Klavierkonzert Wolfgang Amadeus Mozart 40. Symphonie                               | [ 4 ]         |
| 2007 | Wiener Symphoniker Yakov Kreizberg                                             | Sol Gabetta Violoncello                           | Antonín Dvořák Cellokonzert Peteris Vasks Dolcissimo, 2. Satz aus "Gramata cellam" Ludwig van Beethoven Fünfte Jean Sibelius Valse triste                              | [ 5 ]         |
| 2008 | Wiener Symphoniker Yakov Kreizberg                                             | Gerald Pachinger Klarinette                       | Wolfgang Amadeus Mozart Klarinettenkonzert Antonín Dvořák Achte | [ 6 ]         |
| 2009 | Wiener Symphoniker Fabio Luisi                                                 | Louis Schwizgebel-Wang Klavier                    | Felix Mendelssohn Bartholdy 2. Klavierkonzert Robert Schumann Vierte Ludwig van Beethoven 3. Leonoren-Ouvertüre                                                        | [ 7 ]         |
| 2010 | Wiener Symphoniker Vladimir Fedoseyev                                          | Martin Stadtfeld Klavier                          | Ludwig van Beethoven 3. Klavierkonzert Johannes Brahms Vierte | [ 8 ]         |
| 2011 | Wiener Symphoniker Hans Graf                                                   |                                                   | Gottfried von Einem Capriccio für Orchester op. 2 Wolfgang Amadeus Mozart Linzer Symphonie Johannes Brahms Zweite                                                      | [ 9 ]         |
| 2012 | Wiener Symphoniker Vasily Petrenko                                             | Christiane Oelze Sopran                           | Johannes Brahms Akademische Festouvertüre op. 80 Richard Strauss Sechs Orchesterlieder Sergei Prokofjew Fünfte                                                         | [ 10 ] [ 11 ] |
| 2013 | Wiener Symphoniker Hans Graf                                                   | Camilla Tilling Sopran Nicholas Ofczarek Sprecher | Samuel Barber Adagio for Strings Richard Strauss Vier letzte Lieder Ludwig van Beethoven Musik zu Goethes Trauerspiel Egmont, op. 84                                   | [ 12 ]        |
| 2014 | Wiener Symphoniker Jakub Hrůša                                                 |                                                   | Gerald Resch Land Bedřich Smetana Mein Vaterland | [ 13 ]        |
| 2015 | Wiener Symphoniker Wiener Singakademie Heinz Ferlesch Chorleitung Simone Young | Louis Lortie Klavier                              | Kurt Schwertsik Schrumpf-Symphonie op. 80 Franz Schubert Wanderer-Fantasie in C-Dur Franz Liszt Sinfonie nach Dantes Divina Commedia                                   | [ 1 ]         |
| 2016 | Wiener Symphoniker Robin Ticciati                                              | Renaud Capuçon Violine                            | Max Bruch Erstes Violinkonzert Anton Bruckner Sechste | [ 14 ] [ 15 ] |
| 2017 | Wiener Symphoniker François-Xavier Roth                                        | Julian Rachlin Violine                            | Johannes Brahms Violinkonzert Johannes Maria Staud Stromab Robert Schumann Zweite                                                                                      | [ 16 ]        |
| 2018 | Wiener Symphoniker Edward Gardner                                              | Miah Persson Sopran HK Gruber Chansonnier         | HK Gruber "Frankenstein!!", Ein Pandämonium für Chansonnier und Orchester nach Kinderreimen von HC Artmann Gustav Mahler Symphonie Nr. 4 G-Dur                         | [ 17 ]        |
| 2019 | Wiener Symphoniker Lahav Shani                                                 | Yefim Bronfman Klavier                            | Johannes Brahms Konzert für Klavier und Orchester Nr. 2 B-Dur op. 83 Franz Schubert Symphonie Nr. 7 h-moll D 759 »Unvollendete« Richard Wagner Ouvertüre zu Tannhäuser | [ 18 ]        |

## Namensgleiche Veranstaltungen
Da Österreich eine musikbegeisterte Nation darstellt, haben sich weitere Konzerte zum Nationalfeiertag im ganzen Land etabliert, unter anderem in Bad Deutsch-Altenburg, Bad Gastein, Euratsfeld, Gmunden, Hirtenberg Linz, Salzburg, Spittal an der Drau, Ternitz, Thurn und Wiener Neustadt. Zumeist handelt es sich um Veranstaltungen örtlicher Orchester oder Blasmusikkapellen, oft bei freiem Eintritt. Auch das Wiener Johann Strauß Orchester veranstaltet regelmäßig Konzerte zum Nationalfeiertag, geleitet von Johannes Wildner oder Alfred Eschwé. Diese Konzerte finden am Vormittag des Nationalfeiertags im Goldenen Saal des im Wiener Musikvereines statt und sind ausschließlich oder überwiegend der Musik der Strauß-Dynastie gewidmet.